# Reikama
Reikama is een plaats in de Estlandse gemeente Hiiumaa, provincie Hiiumaa. De plaats heeft de status van dorp (Estisch: küla).
Tot in oktober 2017 behoorde Reikama tot de gemeente Pühalepa. In die maand werd de fusiegemeente Hiiumaa gevormd, waarin Pühalepa opging.

## Bevolking
Het dorp had 25 inwoners op 31 december 2011 en 17 inwoners op 31 december 2021.

## Ligging
De Tugimaantee 80, de secundaire weg van Heltermaa via Kärdla naar Luidja, vormt de noordoostgrens van het dorp. De rivier Suuremõisa loopt over een korte afstand langs de westgrens.

## Geschiedenis
Reikama werd pas rond 1900 voor het eerst vermeld als Рейкама, een Russische transcriptie van de naam. Het dorp lag op het landgoed van Pardas (Partsi). In 1923, toen Estland onafhankelijk was geworden, kwam Reikama op de lijst van dorpen.